# Маринельи, Карлос
Карлос Ариэль Маринельи (исп. Carlos Ariel Marinelli; 14 марта 1982, Вилья-де-Майо), по другим данным Карлос Артуро Маринельи (исп. Carlos Arturo Marinelli) — аргентинский футболист, полузащитник.

## Карьера
Карлос Маринельи родился в семье футболиста Эктора Маринельи. Он начал карьеру в академии клуба «Архентинос Хуниорс». Когда Карлосу было 14 лет, «Бока Хуниорс» выкупило семь игроков молодёжного состава «Архентинос», заплатив за это 2 миллиона долларов. 27 октября 1999 года Маринельи, который не провёл ни одного матча за основной состав в Аргентине, был куплен английским клубом «Мидлсбро» за 1,5 млн фунтов стерлингов. 26 декабря он дебютировал в составе команды в матче с «Шеффилд Уэнсдей» (0:1). Всего в первом сезоне в Англии футболист вышел на поле только два раза. Затем он выступал за клуб ещё на протяжении двух с половиной сезонов, так и не став твёрдым игроком стартового состава «Мидлсбро». При этом у него были и удачные матчи, так в ноябре 2001 года аргентинец забил два гола во встрече с «Дерби Каунти» (5:1). В 2003 году полузащитник был арендован командой «Торино». Срок аренды составлял шесть месяцев. 9 февраля футболист дебютировал в Италии в матче с «Лацио» (1:1), в котором сделал голевую передачу. В туринском дерби Маринельи был удалён с поля за то, что положил руку на плечо рефери Массимо Де Сантиса. В клубе футболист сыграл лишь в семи встречах. По окончании сезона Карлос возвратился в «Мидлсбро», но уже в ноябре расторг контракт.
В начале 2004 года Маринельи вновь стал игроком «Боки Хуниорс». 30 января он впервые сыграл в основном составе клуба в товарищеской игре с «Сан-Лоренсо» (0:1). 29 февраля он впервые сыграл в официальной игре за «Боку» против «Велес Сарсфилда» (3:3). Однако Карлос не смог завоевать место в основе: главный тренер команды Карлос Бьянки считал, что Маринельи не выкладывался, когда выходил на поле. Этому же поспособствовало удаление в игре с «Ланусом». В том же году полузащитник перешёл в «Расинг» из Авельянеды. За этот клуб футболист сыграл в 11 матчах. В январе 2005 года Маринельи выкупил свой трансфер из клуба за 30 тысяч евро. После чего футболист подписал шестимесячный контракт с «Торино» с возможностью продления ещё на два сезона. Заработная плата футболиста составила 80 тысяч евро в месяц. И в первом же матче после возвращения Маринельи был удалён с поля за удар Тиберио Гуаренте локтем. Главный тренер команды Эцио Росси чередовал его на позиции атакующего полузащитника с Пингой, так и не решив, кто из них является игроком стартового состава. В сезоне он сыграл в 16 матчах, забив один гол. Летом «Торино», оставшееся без средств к существованию, было куплено новым владельцем. Он стал избавляться от игроков, в числе которых попал и Карлос. Его агент пристроил в любительский клуб в Аргентине.
15 сентября 2005 года Маринельи подписал контракт с португальской «Брагой». Но там футболист играл очень мало, получив тяжёлую травму. Он почти подписал контракт с «Ираклисом», но соглашению помешало медицинское обследование полузащитника, обнаружившее проблемы с ногой. Карлос возвратился на родину, где поддерживал форму с «Бокой Хуниорс». В апреле 2007 года аргентинец уехал в США, подписав контракт с «Канзас-Сити Уизардс». Но и в этой команде полузащитник был обвинён в отсутствии трудовой этики. Он перешёл в «Мильонариос», но скоро был вынужден покинуть команду. При этом за команду он сыграл лишь в 10 матчах, в трёх из которых был удалён с поля. В январе 2010 года Карлос стал игроком клуба «Альдосиви», после того как не состоялись два его возможных трансфера в «Архентинос Хуниорс» и «Спортиво Итальяно». И на родине полузащитник играл мало: его снова беспокоили травмы. В сентябре Маринельи вместе с соотечественником Хуаном Брионесом подписал контракт с «Дьёром». Там он сыграл лишь один сезон и покинул клуб. Карлос сказал: «Культура этой страны слишком сильно отличается. Моя семья к этому не привыкла. Если им некомфортно, то я не могу с этим мириться. Вот почему я решил расторгнуть контракт». В январе 2011 года Маринельи стал игроком перуанского «Универсидад Сан-Мартин». Футболист покупался как замена соотечественника Пабло Витти. Там он играл на протяжении пяти сезонов. После этого Маринельи в возрасте 32 лет завершил карьеру.
После окончания игровой карьеры Маринельи занялся агентской деятельностью.

## Статистика
| Сезон     | Клуб                   | Лига                   | Чемпионат | Чемпионат | Кубок | Кубок | Междунар. | Междунар. |
| Сезон     | Клуб                   | Лига                   | Игры      | Голы      | Игры  | Голы  | Игры      | Голы      |
| --------- | ---------------------- | ---------------------- | --------- | --------- | ----- | ----- | --------- | --------- |
| 1999      | Бока Хуниорс           | Примера                | 0         | 0         | 0     | 0     | 0         | 0         |
| 1999/2000 | Мидлсбро               | Премьер-лига           | 2         | 0         | 0     | 0     | —         | —         |
| 2000/2001 | Мидлсбро               | Премьер-лига           | 13        | 0         | 1     | 0     | —         | —         |
| 2001/2002 | Мидлсбро               | Премьер-лига           | 20        | 2         | 7     | 0     | —         | —         |
| 2002/2003 | Мидлсбро               | Премьер-лига           | 7         | 0         | 2     | 1     | —         | —         |
| 2002/2003 | Торино                 | Серия A                | 7         | 0         | 0     | 0     | —         | —         |
| 2003/2004 | Мидлсбро               | Премьер-лига           | 1         | 1         | 0     | 0     | —         | —         |
| 2003/2004 | Бока Хуниорс           | Примера                | 3         | 0         | 0     | 0     | 0         | 0         |
| 2004/2005 | Расинг (Авельянеда)    | Примера                | 11        | 0         | 0     | 0     | 0         | 0         |
| 2004/2005 | Торино                 | Серия A                | 16        | 1         | 0     | 0     | —         | —         |
| 2005/2006 | Брага                  | Примейра               | 4         | 0         | 0     | 0     | 0         | 0         |
| 2007      | Канзас-Сити Уизардс    | МЛС                    | 27        | 1         | 1     | 0     | —         | —         |
| 2008      | Канзас-Сити Уизардс    | МЛС                    | 15        | 0         | 1     | 0     | —         | —         |
| 2009      | Мильонариос            | Димайор                | 10        | 0         | 0     | 0     | —         | —         |
| 2009/2010 | Альдосиви              | Примера B Насьональ    | 13        | 2         | 0     | 0     | —         | —         |
| 2010/2011 | Дьёр                   | Национальный чемпионат | 2         | 0         | 2     | 0     | —         | —         |
| 2011      | Универсидад Сан-Мартин | Примера                | 24        | 2         | ?     | ?     | 5         | 1         |
| 2012      | Универсидад Сан-Мартин | Примера                | 12        | 1         | ?     | ?     | —         | —         |
| 2013      | Универсидад Сан-Мартин | Примера                | 32        | 2         | ?     | ?     | —         | —         |
| 2014      | Универсидад Сан-Мартин | Примера                | 5         | 0         | 3     | 0     | —         | —         |
| 2015      | Универсидад Сан-Мартин | Примера                | 0         | 0         | ?     | ?     | —         | —         |